# Rubiscookies
Бюро сладкой архитектуры Rubiscookies (Рубискукис) — кондитерская, расположенная в Санкт-Петербурге.
Основана в мае 2014 году. В начале существования продукция кондитерской продавалась на ярмарках и благотворительных фестивалях.
Для привлечения внимания сотрудники Rubiscookies нередко сами создавали инфоповоды. Например, придумали заказ леденцов со своим изображением якобы от депутата Зак. Собрания Санкт-Петербурга В. В. Милонова на 1 апреля.
Выпускали леденцы в поддержку М. Ю. Шараповой после скандального известия о применении ей запрещенного мельдония.